# Hydroptila lotensis
Hydroptila lotensis – chruścik z rodziny Hydroptilidae. Larwy budują małe, bocznie spłaszczone, przenośne domki, zbudowane z przędzy jedwabnej i ziarenek piasku.
Limneksen, występuje w ciekach całej Europy.
Imagines licznie poławiano w wypływach z jezior, mniej licznie w jeziorach lobeliowych. Imagines łowione także nad jeziorem Ładoga  oraz jez. Balaton, jednak częściej spotykane nad ciekami.